# Netelia alpina
Netelia alpina är en stekelart som först beskrevs av Rudow 1886.  Netelia alpina ingår i släktet Netelia och familjen brokparasitsteklar. Inga underarter finns listade i Catalogue of Life.